# Fasciit
Fasciit är den medicinska benämningen för inflammation av fascia, en typ av bindväv.
Nekrotiserande fasciit är en mycket allvarlig septisk infektion i muskelvävnad. Den orsakas ofta av grupp A-streptokocker (GAS) men även av Streptococcus milleri samt av vissa tarmbakterier. Den sprider sig mycket snabbt i bindväven och musklerna.
Symtombilden vid nekrotiserande fasciit innebär ett mycket akut insjuknande med svår värk. Sjukdomen kan ge hudförändringar i form av blåröd missfärgning, men ofta syns ringa yttre tecken vilket kan vara missvisande eftersom patienten samtidigt upplever svåra smärtor. Sjukdomen kan orsaka generell organpåverkan och där och med sepsis.
Behandling förutom intravenös medicinering är operation där nekrotiserad vävnad tas bort. Även HBO-behandling (tryckkammarbehandling) används. Sjukdomen medför hög dödlighet.